# Yên chi khâu
Yên Chi Khâu (Tiếng Trung: 胭脂扣, Tiếng Anh: Rouge) là bộ phim thực hiện năm 1987 của Điện ảnh Hồng Kông và được khởi chiếu vào năm 1988. Đạo diễn bởi Quan Cẩm Bằng, dựng theo tiểu thuyết cùng tên của nhà văn Lý Bích Hoa. Bộ phim đoạt Giải thưởng Điện ảnh Hồng Kông năm 1987 cho hạng mục Phim hay nhất.

## Tóm tắt cốt truyện
Năm 1934, Trần Chấn Bang (Thập nhị Thiếu gia) là con trong một gia tộc giàu có, vốn phong lưu, tao nhã, đa tình đến Ỷ Hồng Lầu và gặp cô kỹ nữ Như Hoa. Tại đây, chàng đã bị sắc đẹp và vẻ quyến rũ của Như Hoa mê hoặc, song Như Hoa chẳng đoái hoài gì đến chàng, cho đến khi Chấn Bang mở một đêm hội lớn tại Ỷ Hồng Lầu để bày tỏ, Như Hoa mới xiêu lòng.
Hai người đắm say trong mối tình nồng cháy, Chấn Bang tặng cho Như Hoa nhiều món quà đắt giá. Chấn Bang nghe lời Như Hoa, từ bỏ gia đình để trở thành một diễn viên Kinh kịch, Như Hoa đến ra mắt gia đình họ Trần nhưng bị từ chối do thân phận thấp kém và Chấn Bang đã có đính ước với Thục Hiền và còn bị Trần Phu nhân (mẹ của Chấn Bang) xúc phạm. Không dám làm gì, Chấn Bang không bênh vực Như Hoa, còn đuổi khéo Như Hoa, trước đó, chàng còn tặng Như Hoa một hộp son môi rất đẹp đeo trên cổ nàng. Gia đình Chấn Bang biết chuyện, kịch liệt phản đối chàng làm diễn viên Kinh kịch và ép chàng cưới Thục Hiền. Uất ức, tủi nhục cực độ, Như Hoa và Chấn Bang quyết tìm đến cái chết. 11 giờ đêm ngày mùng 8 tháng 3 năm 1934, Chấn Bang và Như Hoa nuốt thuốc độc tự tử. Hai người ra hẹn với nhau: Chỉ cần thấy dãy số 3811 là biết đường nhận nhau.
Như Hoa chết, biến thành hồn ma vất vưởng khắp nơi với chiếc hộp son trên cổ đi tìm Chấn Bang. Đợi chờ mòn mỏi mãi đến 53 năm. Đến ngày 5 tháng 3 năm 1987, Như Hoa đi lạc vào một toà báo và gặp anh Viên. Tại đây, cô đã nhờ anh Viên đăng tin tìm người "3811" nhưng không có tiền. Sau đó, cô và anh Viên ra khỏi toà báo. Như Hoa đi xem bói và tin là sẽ tìm được Chấn Bang. Trên đường về nhà, anh Viên hốt hoảng khi phát hiện ra rằng Như Hoa chỉ là hồn ma. Như Hoa đề nghị anh đưa cô về nhà, một lúc sau, khi thấy Như Hoa khóc, anh đã đồng ý. Viên dẫn Như Hoa đi thăm thú khắp nơi, say sưa nghe Như Hoa kể về bối cảnh Thạch Đường Chuỷ thời quá khứ rồi đưa cô về nhà. Bạn gái của Viên là cô Sở biết chuyện, lên cơn ghen, buông lời xúc phạm và đòi khám người Như Hoa. Đến khi sờ ngực Như Hoa mới biết cô không có nhịp tim và là ma thật, Sở hốt hoảng. Sau đó, Viên và Sở đều đồng ý cho Như Hoa ở lại nhà.
Anh Viên và cô Sở đi khắp nơi tìm tin tức về Chấn Bang, hai người còn bỏ tiền túi ra đăng tin tìm người "3811" lên khắp các tờ báo lớn ở Hồng Kông. Trong quá trình tìm hiểu, hai người phát hiện ra một sự thật kinh hoàng. Hai người đến hỏi lại Như Hoa thì mới biết trước khi nuốt thuốc phiện, Như Hoa thấy Chấn Bang sợ sệt nên đã cho chàng uống chai rượu có pha 40 viên thuốc ngủ, sau đó nuốt thuốc phiện. Không may, Chấn Bang bị rối loạn tiêu hoá nên đã nôn ra tất cả những gì đã ăn vào nên sống sót, chỉ có Như Hoa chết. Sở tức giận, định mở cửa giết chết Như Hoa nhưng Như Hoa đã kịp trốn khỏi nhà. Sau đó, Sở ân hận.

Đến tối, Sở và Viên đi tìm Như Hoa, thấy nàng đang say sưa nghe hát, hai người mời Như Hoa về nhà nhưng nàng không đồng ý. Bất chợt, Sở nhận được điện thoại của ban tìm người là đã tìm thấy Chấn Bang làm tạp vụ trong một phim trường. Ba người đến phim trường đó, Như Hoa tìm lại được Chấn Bang, nói với Chấn Bang:
| “         | Thập nhị Thiếu gia, cảm ơn cậu vẫn còn nhớ đến em. Hộp son này em đã đeo 53 năm rồi, bây giờ xin trả lại Thiếu gia. Em không đợi nữa. | ” |
| — Như Hoa | |   |

Như Hoa trả lại hộp son vào tay Chấn Bang rồi bước nhanh vào bóng tối...

## Các diễn viên chính
- Mai Diễm Phương trong vai Như Hoa
- Trương Quốc Vinh trong vai Trần Chấn Bang
- Vạn Tử Lương trong vai anh Viên
- Châu Bảo Ý trong vai cô Sở
- Huệ Anh Hồng trong vai Nữ diễn viên đóng vai Ma nữ
- Ôn Bích Hà trong vai Thục Hiền

## Nhạc phim
- Bài hát: Yên Chi Khâu
- Sáng tác và phối khí: Lê Tiểu Điền
- Trình bày: Mai Diễm Phương và Dàn nhạc Giao hưởng Hồng Kông

## Thành công
- Giải thưởng Điện ảnh Hồng Kông (Kim Tượng) cho Phim hay nhất, biên kịch xuất sắc nhất, sản xuất xuất sắc nhất.
- Giải thưởng Điện ảnh Hồng Kông (Kim Tượng) cho Nữ diễn viên chính xuất sắc nhất: Mai Diễm Phương với vai Như Hoa.
- Giải thưởng Kim Mã cho Nữ Diễn viên chính xuất sắc nhất: Mai Diễm Phương với vai Như Hoa.
- Giải thưởng Kim Long cho Nữ Diễn viên chính xuất sắc nhất: Mai Diễm Phương với vai Như Hoa.
- Giải thưởng của Liên hoan phim châu Á Thái Bình Dương cho Nữ Diễn viên chính xuất sắc nhất: Mai Diễm Phương với vai Như Hoa.
- Top 100 câu thoại kinh điển của Điện ảnh Hồng Kông cho câu nói cuối cùng của Như Hoa.
- Giúp Mai Diễm Phương trở thành "Tứ liêu Ảnh Hậu" đầu tiên và duy nhất trong lịch sử.